# 德罗尔·科亨
德罗尔·科亨（希伯來語：דרור כהן，1968年3月31日—），以色列男子帆船运动员。他曾代表以色列参加2000年、2004年、2008年、2012年和2016年夏季残疾人奥林匹克运动会帆船比赛，获得一枚金牌。